# Cristiana di Schleswig-Holstein-Sonderburg-Glücksburg
Cristiana di Schleswig-Holstein-Sonderburg-Glücksburg (Copenaghen, 22 settembre 1634 – Delitzsch, 20 maggio 1701) fu la consorte di Cristiano I, duca regnante di Sassonia-Merseburg dal 1650 fino alla sua morte.

## Biografia
Fu la quarta figlia femmina, e la nona dei 15 figli del duca Filippo di Schleswig-Holstein-Sonderburg-Glücksburg e di sua moglie, Sofia Edvige di Sassonia-Lauenburg. Nacque a Copenaghen in Danimarca e fu allevata da Maddalena Sibilla di Sassonia, vedova del principe ereditario danese, nella sua dimora vedovile di Nyköpingshus.
Il 19 novembre 1650, all'età di 16 anni, sposò nel castello di Dresda il duca Cristiano I di Sassonia-Merseburg, terzo figlio maschio del principe elettore Giovanni Giorgio I di Sassonia e della sua seconda moglie, Maddalena Sibilla di Prussia. Contemporaneamente la sorella maggiore di Cristiana, Sofia Edvige, sposò il fratello minore di Cristiano Maurizio. Il doppio matrimonio fu seguito da quattro settimane di celebrazioni, con danze, tornei, sfilate e fuochi d'artificio.
Dopo la morte del marito nel 1691, si ritirò nell castello di Delitzsch, che aveva ricevuto nel 1688, in cambio del castello di Sangerhausen, come appannaggio vedovile. Il castello di Delitzsch era stato rinnovato e ristrutturato come sua residenza, ma il restauro non era stata completato al momento del suo trasferimento, il 31 maggio 1692. Durante il periodo a Delitsch, Cristiana aggiunse un giardino formale francese al castello.

## Matrimonio e figli
Dal suo matrimonio con il duca Cristiano nacquero undici figli:
- Maddalena Sofia (19 ottobre 1651 - 29 marzo 1675)
- Giovanni Giorgio (4 dicembre 1652 - 3 gennaio 1654)
- Cristiano II, duca di Sassonia-Merseburg (19 novembre 1653 - 20 ottobre 1694), ereditò Merseburg.
- Augusto (15 febbraio 1655 - 27 marzo 1715), ereditò Zörbig.
- figlio maschio nato morto (1 febbraio 1656)
- Filippo (26 ottobre 1657 - ucciso in azione il 1 luglio 1690 a Fleurus); ereditò Lauchstädt.
- Cristiana (1 giugno 1659 - 13 marzo 1679), sposò il 13 febbraio 1677 il duca Cristiano di Sassonia-Eisenberg.
- Sofia Edvige (4 agosto 1660 - 2 agosto 1686), sposò il 18 febbraio 1680 il duca Giovanni Ernesto di Sassonia-Coburgo-Saalfeld.
- Enrico (2 settembre 1661 - 28 luglio 1738), ereditò Spremberg; successivamente (1731) ereditò anche Merseburg.
- Maurizio (Merseburg, 29 ottobre 1662 - 21 aprile 1664)
- Sibilla Maria (28 ottobre 1667 - 9 ottobre 1693); sposò il 27 ottobre 1683 il duca Cristiano Ulrico I di Württemberg-Oels.

## Ascendenza
|                                                                |                                               |                                                                              | Genitori                                                                     |  |  | Nonni |  |  | Bisnonni                          |  |  | Trisnonni                       |  |
|                                                                |                                               |                                                                              |                                                                              |  |  |       |  |  | 8. Cristiano III, re di Danimarca |  |  | 16. Federico I, re di Danimarca |  |
|                                                                |                                               |                                                                              |                                                                              |  |  |       |  |  | 8. Cristiano III, re di Danimarca |  |  | 16. Federico I, re di Danimarca |  |
|                                                                |                                               | 17. Anna di Brandeburgo                                                      |                                                                              |  |  |       |  |  | 8. Cristiano III, re di Danimarca |  |  |                                 |  |
| 4. Giovanni, I duca di Schleswig-Holstein-Sonderburg           |                                               |                                                                              |                                                                              |  |  |       |  |  | 8. Cristiano III, re di Danimarca |  |  |                                 |  |
|                                                                |                                               | 9. Dorotea di Sassonia-Lauenburg                                             | 18. Magnus I, IV duca di Sassonia-Lauenburg                                  |  |  |       |  |  |                                   |  |  |                                 |  |
|                                                                |                                               | 9. Dorotea di Sassonia-Lauenburg                                             | 18. Magnus I, IV duca di Sassonia-Lauenburg                                  |  |  |       |  |  |                                   |  |  |                                 |  |
|                                                                |                                               | 9. Dorotea di Sassonia-Lauenburg                                             | 19. Caterina di Brunswick-Wolfenbüttel                                       |  |  |       |  |  |                                   |  |  |                                 |  |
| 2. Filippo, I duca di Schleswig-Holstein-Sonderburg-Glücksburg |                                               | 9. Dorotea di Sassonia-Lauenburg                                             |                                                                              |  |  |       |  |  |                                   |  |  |                                 |  |
|                                                                |                                               | 10. Ernst III, VIII duca di Brunswick-Grübenhagen                            | 20. Filippo I, VII duca di Brunswick-Grübenhagen                             |  |  |       |  |  |                                   |  |  |                                 |  |
|                                                                |                                               | 10. Ernst III, VIII duca di Brunswick-Grübenhagen                            | 20. Filippo I, VII duca di Brunswick-Grübenhagen                             |  |  |       |  |  |                                   |  |  |                                 |  |
|                                                                |                                               | 10. Ernst III, VIII duca di Brunswick-Grübenhagen                            | 21. Caterina di Mansfeld-Vorderort                                           |  |  |       |  |  |                                   |  |  |                                 |  |
| 5. Elisabetta di Brunswick-Grübenhagen                         |                                               | 10. Ernst III, VIII duca di Brunswick-Grübenhagen                            |                                                                              |  |  |       |  |  |                                   |  |  |                                 |  |
|                                                                |                                               | 11. Margherita di Pomerania-Wolgast                                          | 22. Giorgio I, XII duca di Pomerania-Wolgast e XI duca di Pomerania-Stettino |  |  |       |  |  |                                   |  |  |                                 |  |
|                                                                |                                               | 11. Margherita di Pomerania-Wolgast                                          | 22. Giorgio I, XII duca di Pomerania-Wolgast e XI duca di Pomerania-Stettino |  |  |       |  |  |                                   |  |  |                                 |  |
|                                                                |                                               | 11. Margherita di Pomerania-Wolgast                                          | 23. Amalia del Palatinato                                                    |  |  |       |  |  |                                   |  |  |                                 |  |
| 1. Cristiana di Schleswig-Holstein-Sonderburg-Glücksburg       |                                               | 11. Margherita di Pomerania-Wolgast                                          |                                                                              |  |  |       |  |  |                                   |  |  |                                 |  |
|                                                                | 12. Francesco I, V duca di Sassonia-Lauenburg | 24. Magnus I, IV duca di Sassonia-Lauenburg (= 18)                           |                                                                              |  |  |       |  |  |                                   |  |  |                                 |  |
|                                                                | 12. Francesco I, V duca di Sassonia-Lauenburg | 24. Magnus I, IV duca di Sassonia-Lauenburg (= 18)                           |                                                                              |  |  |       |  |  |                                   |  |  |                                 |  |
|                                                                | 12. Francesco I, V duca di Sassonia-Lauenburg | 25. Caterina di Brunswick-Wolfenbüttel (= 19)                                |                                                                              |  |  |       |  |  |                                   |  |  |                                 |  |
| 6. Francesco II, VI duca di Sassonia-Lauenburg                 | 12. Francesco I, V duca di Sassonia-Lauenburg |                                                                              |                                                                              |  |  |       |  |  |                                   |  |  |                                 |  |
|                                                                |                                               | 13. Sibilla di Sassonia                                                      | 26. Enrico IV, X duca di Sassonia                                            |  |  |       |  |  |                                   |  |  |                                 |  |
|                                                                |                                               | 13. Sibilla di Sassonia                                                      | 26. Enrico IV, X duca di Sassonia                                            |  |  |       |  |  |                                   |  |  |                                 |  |
|                                                                |                                               | 13. Sibilla di Sassonia                                                      | 27. Caterina di Meclemburgo-Schwerin                                         |  |  |       |  |  |                                   |  |  |                                 |  |
| 3. Sofia Edvige di Sassonia-Lauenburg                          |                                               | 13. Sibilla di Sassonia                                                      |                                                                              |  |  |       |  |  |                                   |  |  |                                 |  |
|                                                                |                                               | 14. Giulio, XV principe di Brunswick-Wolfenbüttel e VI principe di Calenberg | 28. Enrico V, XIV principe di Brunswick-Wolfenbüttel                         |  |  |       |  |  |                                   |  |  |                                 |  |
|                                                                |                                               | 14. Giulio, XV principe di Brunswick-Wolfenbüttel e VI principe di Calenberg | 28. Enrico V, XIV principe di Brunswick-Wolfenbüttel                         |  |  |       |  |  |                                   |  |  |                                 |  |
|                                                                |                                               | 14. Giulio, XV principe di Brunswick-Wolfenbüttel e VI principe di Calenberg | 29. Maria di Württemberg-Mömpelgard                                          |  |  |       |  |  |                                   |  |  |                                 |  |
| 7. Maria di Brunswick-Wolfenbüttel                             |                                               | 14. Giulio, XV principe di Brunswick-Wolfenbüttel e VI principe di Calenberg |                                                                              |  |  |       |  |  |                                   |  |  |                                 |  |
|                                                                |                                               | 15. Edvige di Brandeburgo                                                    | 30. Gioacchino II, XII principe elettore di Brandeburgo                      |  |  |       |  |  |                                   |  |  |                                 |  |
|                                                                |                                               | 15. Edvige di Brandeburgo                                                    | 30. Gioacchino II, XII principe elettore di Brandeburgo                      |  |  |       |  |  |                                   |  |  |                                 |  |
|                                                                |                                               | 15. Edvige di Brandeburgo                                                    | 31. Edvige di Polonia                                                        |  |  |       |  |  |                                   |  |  |                                 |  |
|                                                                |                                               | 15. Edvige di Brandeburgo                                                    |                                                                              |  |  |       |  |  |                                   |  |  |                                 |  |